# 細路開電視
《細路開電視》（Telekids）是由香港奇妙電視製作的兒童節目，由2019年5月13日開始逢星一至五18:00－18:30及星期六、日16:30－17:00在HOY TV首播。這個節目是根據免費電視牌照規定每日半小時的由M21媒體協助自製兒童節目。
2020年3月30日，由於《明日也晴朗》復播，細路開電視改為星期一至五17:00-17:30播放，而星期六、日播放時間不變,由2022年2月起因應16:30疫情記者會細路開電視星期六、日亦改為17:00-17:30播放。
本節目因應疫情於3月31日至6月11日期間曾利用ZOOM模式與小主持互動。
本節目於2022年12月31日播出最後一集，之後2023年1月1日同一時間由新兒童節目放學先好玩取代

## 過往主持陣容
| 姓名       | 暱稱        |
| 主持       |             |
| 鄺芷凡     | Omi姐姐     |
| 林靜莉     | Jeannie姐姐 |
| 簡采恩     | Joyee姐姐   |
| 連佳麗     | Kelly姐姐   |
| 過往小主持 |             |
| 陳建霆     | Kelvin      |
| 陳雅妍     | Jamie       |
| 陳善兒     | Cynthia     |
| 陳泳欣     | Vivian      |
| 鄭霖       | Flynn       |
| 鄭沚月     | Phoebe      |
| 張孝弦     | 孝弦        |
| 汐心然     |             |
| 趙啓嵐     | 啓嵐        |
| 朱朗謙     | Kevin       |
| 朱睿泓     | Marcus      |
| 馮允然     | Karlie      |
| 馮日朗     | 日朗        |
| 何敏希     | Maisie      |
| 何信諾     | Felix       |
| 徐綽恩     | Isabella    |
| 許熹敏     | Hannah      |
| 許熹翹     | Hilda       |
| 熊倬樂     | 樂樂        |
| 洪鈞皓     | Jayden      |
| 洪鈞淳     | Jasper      |
| 孔偲媱     | 偲媱        |
| 洪綺彤     | Alannah     |
| 古峻天     | Kris        |
| 郭芷瑜     | Phyllis     |
| 郭振浩     | Quintin     |
| 郭玥       |             |
| 郭昱       |             |
| 黎昭穎     | 昭穎        |
| 黎昐霖     | Hannah      |
| 林希而     | Hailey      |
| 林詩雅     | Athena      |
| 劉家言     | 家言        |
| 李翱延     | 花生        |
| 李子進     | Gomez       |
| 連希晨     | Hazel       |
| 連鈞蔚     | 蔚蔚        |
| 凌朗傑     | Feeling     |
| 凌韻兒     | Smiling     |
| 駱健坤     | Max         |
| 駱雅妍     | Emma        |
| 駱心恩     | 心恩        |
| 駱心悅     | 心悅        |
| 雷樂之     | 樂之        |
| 呂雪穎     | 雪雪        |
| 馬梓妮     | 梓妮        |
| 吳凱雯     | Scarlett    |
| 吳天語     | 天語        |
| 潘政熙     | Grayson     |
| 潘政隆     | Kingsley    |
| 孫峻唯     | Dylan       |
| 孫詠軒     | Hayden      |
| 戴希瑜     | Ashley      |
| 譚凱文     | Olee        |
| 鄧斯日     | 花花        |
| 謝凱晴     |             |
| 謝子樂     | 子樂        |
| 謝子俊     | 子俊        |
| 黃浩雲     | 浩雲        |
| 王冠浩     |             |
| 胡俊軒     | Hugo        |
| 胡汶錡     | Jasmine     |
| 葉天嵐     | 天嵐        |
| 虞僖僮     | 魚魚        |

## 節目調動
2019年
- 9月4日：由於17:43-18:30插播《有線新聞》，當日節目改於18:30-19:00播出。
- 12月19日：因當日18:00-19:00播出《有線新聞》報道澳門回歸20周年，當日節目提早於17:00-17:30播出。

2020年
- 1月31日：因當日16:30-18:15插播《有線新聞》直播政府記者會，交代應對COVID-19的最新防疫措施，當日節目延至18:30-19:00播出。
- 2月3日：因當日17:00-18:04插播《有線新聞》直播政府記者會，宣布進一步關閉口岸等防疫措施，當日節目順延至新聞後播映。
- 2月7日：因當日17:30-18:45插播《有線新聞》直播政務司司長張建宗與一眾官員見記者，公佈強制檢疫措施的細節，當日節目提早至17:00-17:30播出。
- 2月14日：因當日18:00-18:56插播《有線新聞》直播政府防疫記者會，當日節目提早於17:00-17:30播出。
- 5月28日：因當日16:00-17:55直播《總理李克強記者會》，當日節目順延至18:15-18:45播出。
- 7月19日：因當日16:00-16:57插播《有線新聞》直播政府防疫記者會，宣布進一步收緊防疫措施，當日節目順延至17:00播出。

2021年
- 3月30日：因當日16:00-17:27插播《有線新聞》直播政府記者會交代香港選舉改制，當日節目順延至17:30-18:00播出。
- 10月2日：因當日16:00-17:00直播《Red Bull Half Court 三人籃球香港決賽》，當日節目改於17:30-18:00播出。

2022年
- 4月19日：因《有線新聞》直播政府防疫記者會超時至17:02結束，當日節目順延至17:10-17:40播出。
- 6月14日：由於《有線新聞》直播《疫情記者會》超時，當日節目改於17:30-18:00播出。
- 10月19日：由於直播《施政報告記者會》超時，當日節目改於17:10-17:45播出。
- 11月4日至6日：由於直播《香港國際七人欖球賽》，當日節目改於11月7-9日16:30-17:00播出，該三日連播兩集。
- 11月27日：由於直播《FIBA三人藍球巡迴賽 香港站》，當日節目改於11月28日09:30-10:00播出。
- 12月15日：由於直播《世界短池游泳錦標賽直擊》，當日節目改於同日18:00-18:30播出。

## 外部連結
- HOY TV：細路開電視 （页面存档备份，存于）
- 細路開電視小主持FACEBOOKPAGE